# Phlogiellus insularis
Phlogiellus insularis là một loài nhện trong họ van de Theraphosidae. Loài này komt alleen voor in de Filipijnen.